# Marysville (Califòrnia)
Marysville és una ciutat i capital del Comtat de Yuba a l'estat de Califòrnia. Segons el cens del 2000 tenia 12.268 habitants.

## Demografia
Segons el cens del 2000, Marysville tenia 12.268 habitants, 4.687 habitatges, i 2.826 famílies. La densitat de població era de 1.353,3 habitants/km².
Dels 4.687 habitatges en un 32,4% hi vivien nens de menys de 18 anys, en un 38,8% hi vivien parelles casades, en un 15,7% dones solteres, i en un 39,7% no eren unitats familiars. En el 31,5% dels habitatges hi vivien persones soles l'11,3% de les quals corresponia a persones de 65 anys o més que vivien soles. El nombre mitjà de persones vivint en cada habitatge era de 2,49 i el nombre mitjà de persones que vivien en cada família era de 3,14.
Per edats la població es repartia de la següent manera: un 27,5% tenia menys de 18 anys, un 11,7% entre 18 i 24, un 29,2% entre 25 i 44, un 18,4% de 45 a 60 i un 13,1% 65 anys o més.
L'edat mediana era de 32 anys. Per cada 100 dones de 18 o més anys hi havia 96,3 homes.
La renda mediana per habitatge era de 28.494 $ i la renda mediana per família de 33.474 $. Els homes tenien una renda mediana de 27.630 $ mentre que les dones 20.240 $. La renda per capita de la població era de 15.315 $. Entorn del 15,2% de les famílies i el 18,9% de la població estaven per davall del llindar de pobresa.

## Poblacions properes
El següent diagrama mostra les poblacions més properes.